# Der Mann aus Eisen
Der Mann aus Eisen (auf Polnisch Człowiek z żelaza) ist die Fortsetzung des Films Der Mann aus Marmor. Der Film wurde in der relativ liberalen Zeit zwischen dem Jahr 1980 und der Ausrufung des Kriegsrechts in Polen (Dezember 1981) gedreht. Geschildert wird eine fiktive Geschichte, in welcher der Radioredakteur Winkel Material gegen das Solidarność-Mitglied Maciek Tomczyk sammeln soll.

## Inhalt
Der Radioredakteur Winkel erhält von oberster Stelle den Auftrag, nach Danzig zu reisen, um dort Material gegen das Solidarność-Mitglied Maciej Tomczyk zu sammeln. Winkels Ziel ist es, in die streikende Leninwerft zu gelangen. Während der Recherche lernt Winkel Maciejs Frau Agnieszka (gespielt von Krystyna Janda), dessen Mutter und einen alten Studienkollegen von Maciej kennen. Vor allem durch sie erfährt Winkel vom Werdegang des Gewerkschafters. Der zeitliche Rückblick beginnt bei den polnischen März-Unruhen im Jahre 1968. Maciej ist zu dieser Zeit Studentenführer und versucht seinen Vater dazu überreden, dass er die Werftarbeiter überzeugt, mit den Studenten mitzumarschieren. Sein Vater weigert sich. 1970 kommt es zum Aufstand der Arbeiter in Polen. Diesmal sind es die Studenten, die sich weigern, die Protestbewegung zu unterstützen. Maciejs Vater wird während der Unruhen von den ZOMO-Einheiten der Bürgermiliz erschossen. Nachdem Maciej während einer Versammlung der Studenten einen Tobsuchtsanfall erleidet, wird er in eine Nervenklinik eingewiesen und beschließt, sein Studium abzubrechen, um Arbeiter zu werden.
Maciej beginnt in der Werft zu arbeiten, wird aber nach kurzer Zeit entlassen, weil er versucht die Arbeiter zu organisieren und eine Ausstellung über den Tod seines Vaters in seiner Wohnung zu gestalten. Bereits kurz vor der Ausstellungseröffnung wird diese durch den Personalchef der Werft verhindert. Nach dem Verlust seiner Arbeit beginnt Maciej im Untergrund Protestschreiben zu verfassen. Beim Austeilen von Flugblättern wird er aufgegriffen und für drei Monate ins Gefängnis gesperrt. Als Maciej wieder freikommt, beginnt er in der Danziger Werft zu arbeiten. Andere Arbeiter und er beginnen eine Protestbewegung aufzubauen, die im Herbst 1980 ausbricht. Das Resultat dieses Streiks ist die Gründung der Gewerkschaft Solidarność. Als Winkel nach und nach die Details der Geschichte erfährt, wechselt er die Seiten. Er gelangt in die bestreikte Werft und kündigt dort seine Stelle beim Radio.
Maciej, seine Frau und sein Vater tauchen bereits in dem ersten Film, Der Mann aus Marmor, auf. Der Zuschauer erfährt nun im vollen Umfang von dem tragischen Ende Mateusz Birkuts. Am Ende des ersten Filmes sucht Agnieszka, eine junge Regisseurin, Maciej, den Sohn von Mateusz Birkut, auf. Über das Leben Birkuts hatte sie eine Reportage gemacht und will nun erfahren, was er jetzt macht. Von Maciej erfährt sie von dem Tod seines Vaters. In der allerletzten Szene sieht man Agnieszka und Maciej voller Optimismus in den Gängen des Film- und Fernsehstudios. Erst in der Fortsetzung erfährt man, dass Agnieszka mit ihrem Projekt scheitert und ihre Stelle verliert.

## Kritiken
„Ein politisch engagierter Film, entstanden aus der Unmittelbarkeit der Situation; ein leidenschaftliches Plädoyer für Menschenrechte, Demokratie und das Vertrauen in die eigene Kraft.“

## Auszeichnungen

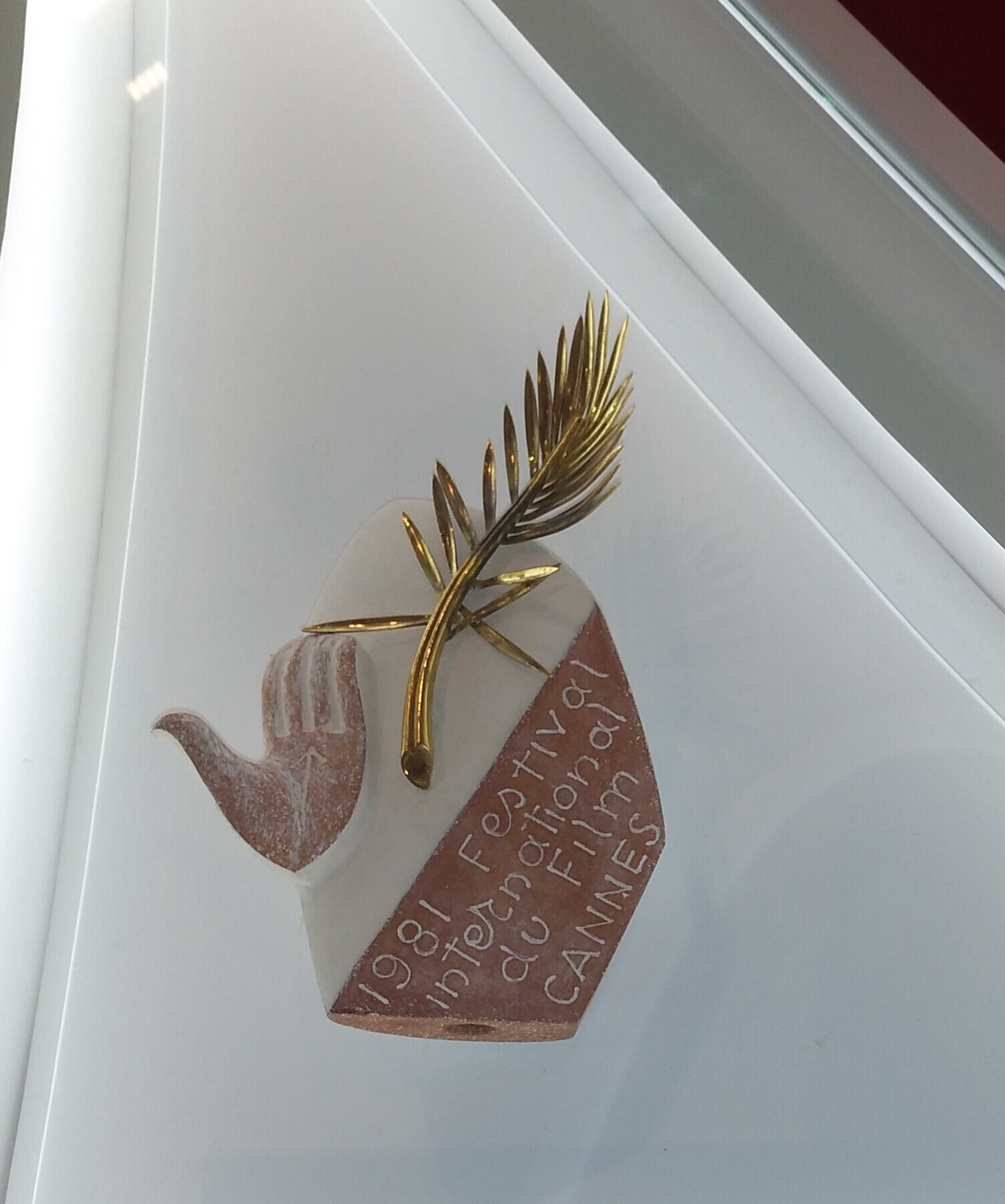

Der Film nahm am Wettbewerb der Internationalen Filmfestspiele von Cannes 1981 teil und gewann die Goldene Palme. Andrzej Wajdas Film wurde außerdem 1982 für einen Oscar in der Kategorie Bester ausländischer Film nominiert.